# 張馨月
張馨月，2017年改藝名為張亞莉，台灣電視節目主持人、演員。曾是兒童節目企劃、編劇，也是九歌兒童劇團團員、火焰蟲客家說演團團員，出演過《稻香家味》、《慾望人生》等多部電視劇。現為客家電視台歌唱綜藝節目女主持人。

## 個人簡歷
家中長女，在苗栗頭份的客家庄長大，小學三年級時協助父母為家中的弟妹煮飯菜，由此接觸廚藝，高中時加入戲劇界演出舞台劇，其後於1992年報考臺灣電視公司演員並獲得錄用，曾演出多部電視劇，2004年再婚現任丈夫劉士民（原名劉越逖），結婚後逐漸淡出演員工作，轉而投身廚藝界，擔任客家電視台的飲食節目主持人及廚藝老師，並於2018年出版首部著作《亞莉的好客廚房》，推廣客家飲食文化。

## 主持電視節目
| 頻道     | 節目名稱           | 備註 |
| -------- | ------------------ | ---- |
| 客家電視 | 歡喜辦桌           |      |
| 客家電視 | 食在料理王         |      |
| 客家電視 | 我們的鄉情我們的歌 |      |
| 客家電視 | 鬧熱打擂台         |      |

## 電視劇
| 年份 | 頻道                   | 劇名                                 | 角色       | 備註       |
| ---- | ---------------------- | ------------------------------------ | ---------- | ---------- |
|      | 台視                   | 《台灣男女真情事件》老婆相親堂兄是我 |            |            |
| 1992 | 台視                   | 《七仙女》                           |            |            |
| 1992 | 台視                   | 《目蓮傳》                           | 王金釵     |            |
| 1993 | 台視                   | 《倩女幽魂前傳》 - 珊瑚變            | 海姑婆     |            |
| 1994 | 台視                   | 《天眼》 - 靈幻奇案                  | 王美娟     |            |
| 1994 | 台視                   | 《天眼》 - 會動的手指                | 黃秀美     |            |
| 1994 | 台視                   | 《倚天屠龍記》                       | 陽夫人     | 客串       |
| 1994 | 台視                   | 《中國民間故事》娘十七兒十八         | 秋鳳       |            |
| 1994 | 台視                   | 《中國民間故事》狐女                 | 小妾       |            |
| 1994 | 台視                   | 《中國民間故事》狐狸鬥殭屍           | 阿桃       |            |
| 1995 | 台視                   | 《香帥傳奇》                         | 李紅袖     |            |
| 1996 | 華視                   | 《阿足》                             | 林玉芳     |            |
| 1996 | 公視                   | 《春花望露》                         | 林張氏梅   |            |
| 1997 | 華視                   | 《台灣靈異事件》 - 關公追殺令        | 阿萍       |            |
| 1997 | 華視                   | 《台灣靈異事件》 - 帶子狼            | 黃美珠     |            |
|      | 中視                   | 《大巡按蕃薯官》嚴官府出殭屍         | 張彩雲     |            |
| 1997 | 中視                   | 《天公疼好人》                       | 阿娥       |            |
| 2002 | 華視                   | 《台灣靈異事件》 - 陰陽夫妻          | 阿霞       |            |
| 2002 | 華視                   | 《台灣靈異事件》 - 幽靈肉粽          | 麗娜       |            |
|      | 民視                   | 《人間走馬燈》 - 愛的藤蔓            | 吳金鳳     | 單元女主角 |
| 2003 | 三立台灣台             | 《戲說台灣》 - 醋矸水守爺            | 蓮花       | 單元女主角 |
| 2003 | 八大第一台             | 《第一劇場》 - 英雄美人              | 艷秋(繡娘) |            |
| 2004 | 民視                   | 《慾望人生》                         | 淑敏       |            |
| 2007 | 公視                   | 《出外人生》                         | 顏淑美     |            |
| 2007 | 中視                   | 《豪門本色》                         | 紀霞       |            |
| 2012 | 大愛電視               | 《屋頂上的月光》                     | 黃丹       |            |
| 2012 | 大愛電視               | 《生命的樂章》                       | 何媽媽     |            |
| 2015 | 華視                   | 《愛你沒條件》                       | 邱逢春     |            |
| 2016 | 台視                   | 《加油！美玲》                       | 謝愛萍     | 客串       |
| 2017 | 大愛電視               | 《稻香家味》                         | 林朱香妹   |            |
| 2019 | 客家電視               | 《日據時代的十種生存法則》           | 劉木成母   |            |
| 2019 | 東森戲劇台、東森綜合台 | 《美味滿閣》                         | 鳳玉       |            |
| 2024 | 大愛電視               | 《在光裏的人》                       | 徐雲彩     |            |
| 2024 | 公視+                  | 《就算一個人也可以好好的吃飯》       | 艾波媽     |            |

## 外部連結
- . moviecool 華文影劇數據.   [2023-01-01]. （原始内容存档于2023-01-01）.